# Ceuthophilus californianus
Ceuthophilus californianus är en insektsart som beskrevs av Scudder, S.H. 1862. Ceuthophilus californianus ingår i släktet Ceuthophilus och familjen grottvårtbitare. Inga underarter finns listade i Catalogue of Life.